# 中国海軍艦艇一覧
- 清国海軍艦艇一覧

1911年の辛亥革命以前の清国に在籍した艦艇一覧。
- 中華民国海軍艦艇一覧

1912年以降、1947年の国共内戦終結までの中華民国に在籍した艦艇一覧。
- 中華人民共和国海軍艦艇一覧

1947年以降現在までの中華人民共和国に在籍する艦艇一覧。
- 台湾海軍艦艇一覧

1947年以降現在までの台湾に在籍する艦艇一覧。